# Карбонара (Казерта)
Карбонара је насеље у Италији у округу Казерта, региону Кампанија.
Према процени из 2011. у насељу је живело 345 становника. Насеље се налази на надморској висини од 261 м.